# آنجلو بادینی

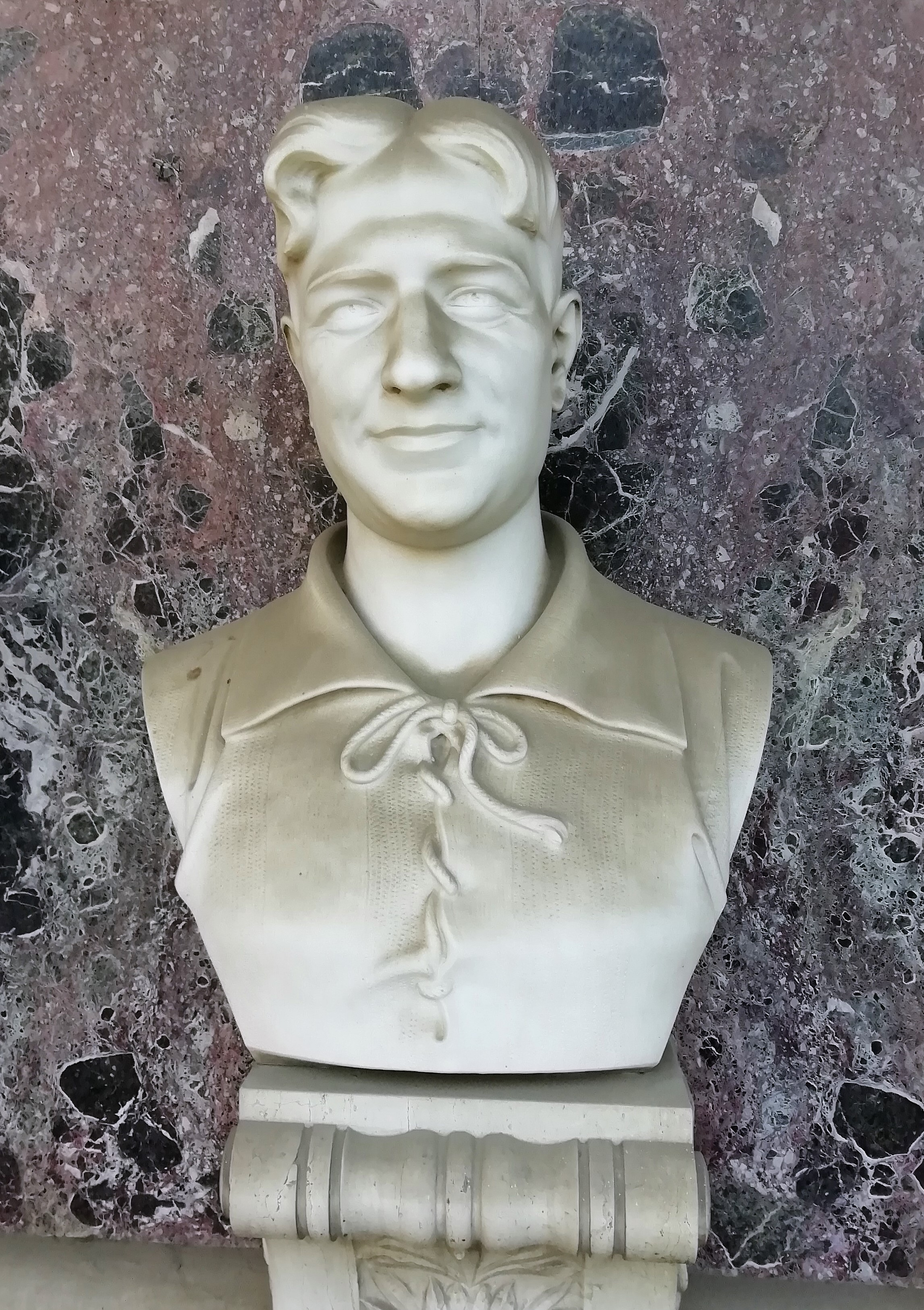
مجسمهٔ آنجلو بادینی در بولونیا - ۲۰۲۱

آنجلو بادینی (انگلیسی: Angelo Badini; ۲۳ سپتامبر ۱۸۹۴ – ۱۲ فوریهٔ ۱۹۲۱) بازیکن فوتبال اهل آرژانتین بود.
از باشگاه‌هایی که در آن بازی کرده‌است می‌توان به باشگاه فوتبال بولونیا اشاره کرد.